# Otěšice
Otěšice település Csehországban, a Dél-plzeňi járásban. Otěšice Merklín, Bolkov, Biřkov, Soběkury, Ptenín és Roupov településekkel határos. Lakosainak száma 147 fő (2024. január 1.).

## Népesség
A település lakosságának változását az alábbi diagram mutatja:
| Lakosok száma | 392  | 393  | 445  | 326  | 201  | 156  | 140  | 143  | 150  | 147  |
|               | 1869 | 1890 | 1921 | 1950 | 1980 | 2001 | 2017 | 2019 | 2022 | 2024 |